# The Beyond
"The Beyond" (título completo: The Beyond Gunpla 40th Edition The Beyond x MS-06 Zaku II Ver. Luna Sea) é o vigésimo primeiro single da banda de rock japonesa Luna Sea, lançado em 29 de abril de 2020 e co-produzido por Steve Lillywhite. Foi vendido em uma caixa que acompanha um modelo de robô Gundam personalizado do Luna Sea, e apesar de ser produzido em quantidade limitada, tornou-se o primeiro single da banda em 20 anos a liderar as paradas da Oricon Singles Chart.

## Visão geral
Como várias outras canções que foram incluídas no álbum Cross de dezembro de 2019, "The Beyond" está relacionado à franquia de mídia Gundam. Foi usado como tema oficial do 40º aniversário da franquia. Este anúncio foi feito em uma coletiva de imprensa em 21 de novembro de 2018, onde Sugizo tocou a canção no violino.
Por sugestão do co-produtor Steve Lillywhite, Sugizo adicionou uma contra-melodia no segundo refrão da música para Inoran tocar.
Um videoclipe para a música foi lançado no YouTube em 29 de maio de 2020 como o início de um dos projetos do 30º aniversário da banda, que os viu enviar um videoclipe por dia durante 30 dias. O Luna Sea apresentou "The Beyond" na cerimônia de abertura da Gundam Factory Yokohama em 18 de dezembro de 2020, que foi transmitida ao vivo pela TV. Isso marcou sua primeira apresentação ao vivo em cerca de 10 meses, desde que sua turnê foi adiada devido à pandemia de COVID-19 no Japão.

## Lançamento
O título completo oficial do single é "The Beyond Gunpla 40th Edition The Beyond x MS-06 Zaku II Ver. Luna Sea" e foi lançado em uma caixa que contém um CD da música "The Beyond" e uma versão personalizada de Luna Sea do modelo de robôs Zaku, da franquia Gundam. O modelo comemora os 40 anos do Gundam e os 30 anos da banda. Devido à consciência ecológica de Sugizo, foi o primeiro da série Master Grade a usar plástico reciclado, ecologicamente amigável. A versão single foi lançada em 29 de abril de 2020 e vendido exclusivamente na Tsutaya Records e na Universal Music Store. A arte da capa apresenta os robôs Gundam de Luna Sea, que foram desenhados por Yoshikazu Yasuhiko, o designer de personagens da franquia.
Além de ter sido incluído anteriormente no álbum Cross, "The Beyond" foi posteriormente incluído no álbum de 2020 Mobile Suit Gundam 40th Anniversary Album.

## Recepção
"The Beyond" se tornou o primeiro single de Luna Sea em 20 anos e um a alcançar o topo das paradas de singles da Oricon, desde "Gravity" (2000). Isso marca o segundo intervalo mais longo entre números um de um ato musical na história da parada, atrás apenas dos 21 anos e um mês de Mariya Takeuchi, que ocorreram apenas alguns meses antes. Também liderou a parada Oricon's new Rock Singles Chart, e ficou em vigésimo em sua parada de singles de download e streaming digital.

## Faixas
| N.º | Título       | Música | Duração |  |
| 1.  | "The Beyond" | Sugizo | 5:33    |  |

## Ficha técnica
Luna Sea
- Ryuichi - vocais
- Sugizo - guitarra, violino
- Inoran - guitarra
- J - baixo
- Shinya Yamada - bateria

## Desempenho nas paradas
| Parada (2020)                | Posição de pico |
| ---------------------------- | --------------- |
| Japão (Oricon Singles Chart) | #1              |